# Ernest-Auguste de Hanovre (1914-1987)
Pour les articles homonymes, voir Ernest-Auguste de Hanovre.
Titres
Prétendant au trône de Hanovre
30 janvier 1953 – 9 décembre 1987
(34 ans, 10 mois et 9 jours)
Prétendant au trône de Brunswick
30 janvier 1953 – 9 décembre 1987
(34 ans, 10 mois et 9 jours)
Prince héritier de Brunswick
18 mars 1914 – 8 novembre 1918
(4 ans, 7 mois et 21 jours)
Ernest-Auguste de Hanovre (en allemand : Ernst August von Hannover), prince héritier de Brunswick puis prétendant aux trônes de Hanovre et de Brunswick, est né le 18 mars 1914, à Brunswick, dans le duché de Brunswick, et mort le 9 décembre 1987, à Schulenburg, en Basse-Saxe. Prince héritier de Brunswick de 1914 à 1918, il est chef de la maison de Hanovre et prétendant aux trônes de Hanovre et de Brunswick de 1953 à 1987.

## Famille
Ernest-Auguste IV de Hanovre est le fils aîné d'Ernest-Auguste (1887-1953), duc souverain de Brunswick et prétendant au trône de Hanovre, et de son épouse Victoria-Louise de Prusse (1892-1980), princesse de Prusse et d'Allemagne. Par son père, il est donc le petit-fils du prétendant Ernest-Auguste II de Hanovre (1845-1923) et de la princesse Thyra de Danemark (1853-1933) tandis que, par sa mère, il descend du Kaiser Guillaume II d'Allemagne (1859-1941) et de la princesse Augusta-Victoria de Schleswig-Holstein-Sonderbourg-Augustenbourg (1858-1921).
Ernest-Auguste IV a donc la particularité généalogique d'être à la fois un descendant de la reine Victoria du Royaume-Uni (surnommée « la grand-mère de l'Europe ») et du roi Christian IX de Danemark (surnommé « le beau-père de l'Europe »).
Le 5 septembre 1951, le prince épouse la princesse Ortrude de Schleswig-Holstein-Sonderbourg-Glucksbourg (1925-1980), fille du prince Albert de Schleswig-Holstein-Sonderbourg-Glücksbourg (1863-1948) et de la comtesse Hertha d'Ysenbourg-Büdingen (1883-1972).
De ce mariage naissent six enfants :
- Marie de Hanovre (el) (1952), princesse de Hanovre, qui épouse, en 1982, le comte Michel d'Hochberg (1943) ;
- Ernst-Auguste V de Hanovre (1954), prétendant aux trônes de Hanovre et de Brunswick, qui épouse, en 1981, Chantal Hochuli (1955) avant de divorcer en 1997 et de se remarier, en 1999, à la princesse Caroline de Monaco (1957) ;
- Ludwig Rudolph de Hanovre (1955-1988), prince de Hanovre, qui épouse, en 1987, la comtesse Isabelle de Thurn et Valsassina-Como-Vercelli (1962-1988) ;
- Olga de Hanovre (1958), princesse de Hanovre ;
- Alexandra de Hanovre (el) (1959), princesse de Hanovre, qui épouse, en 1981, le prince André de Leiningen (de) (1955), chef de la Maison de Linange ;
- Heinrich Julius de Hanovre (en) (1961), prince de Hanovre, qui épouse, en 1999, Thyra von Westernhagen (1973).

Devenu veuf, Ernest-Auguste IV se remarie, le 16 juillet 1981, à la comtesse Monique de Solms-Laubach (en) (1929-2015), fille du comte Georges-Frédéric de Solms-Laubach (1899-1969) et de la princesse Johanna de Solms-Hohensolms-Lich (1905-1982). De cette seconde union, ne naît aucun enfant.

## Biographie

### Enfance et formation
Petit-fils du kaiser allemand Guillaume II, issu de la dynastie anglo-allemande des Hanovre, le prince Ernest-Auguste voit le jour le 18 mars 1914, à Brunswick. Fils aîné d'Ernest-Auguste de Brunswick et de la princesse Victoria-Louise de Prusse, il est titré duc héréditaire et reçoit pour parrains le roi George V du Royaume-Uni, le tsar Nicolas II de Russie, l'empereur François-Joseph d'Autriche et le roi Louis III de Bavière. 
Comme ses parents allemands et, en dépit de ses liens avec la Grande-Bretagne, sa famille entre en guerre avec Londres au moment du déclenchement du premier conflit mondial, ce qui lui vaut d'être déchue de ses titres et pairies britanniques après le vote d'un acte du parlement en novembre 1917. Né prince de Grande-Bretagne et d'Irlande, Ernest-August ne jouit donc de ce titre que quelques années mais il reste, cependant, toute sa vie, dans l'ordre de succession au trône d'Angleterre.
En novembre 1918, une révolution secoue l'Allemagne et le kaiser Guillaume II, grand-père maternel d'Ernest-Auguste, s'exile aux Pays-Bas. La veille, un conseil de soldats oblige le duc Ernest-Auguste à abandonner le pouvoir (8 novembre) et les Hanovre se réfugient dans leur domaine de Gmunden, en Autriche. Une fois le calme revenu en Allemagne, la famille récupère l'essentiel de sa fortune et revient séjourner une partie de l'année dans son ancien duché, où elle récupère notamment les châteaux de Blankenburg et de Marienburg.
D'abord éduqué auprès de sa famille, en Allemagne et en Autriche, le prince Ernest-Auguste intègre le gymnasium de Hameln en même temps que son frère Georges-Guillaume. Il est ensuite inscrit au collège de Salem. Après ses études secondaires, il part en Angleterre pour compléter sa formation à l'université d'Oxford, avant de rentrer dans son pays pour intégrer l'université de Göttingen. Il en sort en 1937 avec le titre de docteur en jurisprudence.

### Sous le Troisième Reich
Durant les années 1930, le prince Ernest-Auguste entretient une liaison avec la baronne Maria von Humboldt-Dachroeden (1916-2003), épouse de son cousin le prince Hubert de Prusse. Cela conduit au divorce de ces derniers et à un nouveau refroidissement des relations entre les maisons de Hanovre et de Hohenzollern.
Après l'arrivée d'Adolf Hitler au pouvoir en 1933, les Hanovre entretiennent des relations ambiguës avec le parti nazi. L'ancien duc de Brunswick refuse en effet d'intégrer le mouvement d'extrême-droite mais lui fait plusieurs dons importants. Il entretient, par ailleurs, des relations étroites avec plusieurs dignitaires du régime. De son côté, le prince Ernest-Auguste intègre le Berlin Reitersturm (de) et n'hésite pas à arborer l'uniforme de la SS.
Pendant la Deuxième Guerre mondiale, Ernest-Auguste sert comme officier dans un régiment de Panzers placé sous le commandement du général Erich Hoepner,. Il est alors grièvement blessé sur le front. En 1944, il est expulsé de l'armée par Hitler en même temps que la plupart des princes allemands,. Peu de temps après, il est arrêté par la Gestapo qui le soupçonne, à tort, d'être mêlé à un attentat contre le Führer,.
Après la guerre, la commission de dénazification, chargée de mesurer l'engagement national-socialiste des citoyens allemands, déclare, le 20 février 1947, l'ancien duc de Brunswick « sympathisant » du régime nazi. Deux ans plus tard, le 28 janvier 1949, elle décrète par contre que son fils « n'a pas soutenu le régime ».

### Chef de la maison de Hanovre
À l'automne 1951, le prince Ernest-Auguste épouse la princesse Ortrude de Schleswig-Holstein-Sonderbourg-Glucksbourg, fille d'un ami proche du Kaiser Guillaume II. Ce mariage égal, conforme aux lois de la maison de Hanovre, permet ensuite au prince d'hériter des biens et des titres de sa famille. La cérémonie se déroule dans la liesse populaire et réunit de nombreuses personnalités mais elle est boycottée par le chef du gouvernement de Basse-Saxe, qui refuse d'y côtoyer le roi Paul Ier de Grèce et son épouse.
L'ancien duc Ernest-Auguste de Brunswick s'éteint en 1953 et son fils devient prétendant aux trônes de Hanovre et de Brunswick. Peu de temps après, le prince s'oppose violemment à sa mère pour des questions d'héritage et la famille princière se divise. Ernest-August IV abandonne ensuite le château de Marienburg, qui est transformé en musée, et s'installe dans une propriété plus modeste appelée Gut Callenberg. Il se consacre dès lors à la gestion financière du majorat familial tandis que son épouse collectionne les arts graphiques.
En 1956, Ernest-August IV demande, et obtient, la nationalité britannique, qui lui est accordée par la Chambre des lords, en vertu de l'Acte de naturalisation de la princesse Sophie et de sa descendance de 1705 (voir Procureur général v. Prince Ernest-Auguste de Hanovre (en)). En 1963, le prince se présente, sans succès, aux élections législatives de Basse-Saxe sous l'étiquette de la CDU.
Devenu veuf en 1980, le prince se remarie à une cousine germaine de sa première épouse l'année suivante. Cette seconde union contribue à éloigner le chef des Hanovre de ses enfants. Il meurt à son tour en 1987, transmettant ses titres et propriétés à son fils aîné, Ernest-Auguste V de Hanovre.

## Dans la culture populaire
Le rôle du prince Ernest-Auguste est interprété par l'acteur Daniel Betts dans l'épisode « Windsor » (saison 1, épisode 3) de la série The Crown (2016).

## Quartiers du prince
|  |                                                                       |  |  |  |  |  |  |  |  |  |  |  |  |  |  |  |
|  | 16. Ernest-Auguste Ier de Hanovre                                     |  |  |  |  |  |  |  |  |  |  |  |  |  |  |  |
|  |                                                                       |  |  |  |  |  |  |  |  |  |  |  |  |  |  |  |
|  |                                                                       |  |  |  |  |  |  |  |  |  |  |  |  |  |  |  |
|  | 8. Georges V de Hanovre                                               |  |  |  |  |  |  |  |  |  |  |  |  |  |  |  |
|  |                                                                       |  |  |  |  |  |  |  |  |  |  |  |  |  |  |  |
|  |                                                                       |  |  |  |  |  |  |  |  |  |  |  |  |  |  |  |
|  | 17. Frédérique de Mecklembourg-Strelitz                               |  |  |  |  |  |  |  |  |  |  |  |  |  |  |  |
|  |                                                                       |  |  |  |  |  |  |  |  |  |  |  |  |  |  |  |
|  |                                                                       |  |  |  |  |  |  |  |  |  |  |  |  |  |  |  |
|  | 4. Ernest-Auguste II de Hanovre                                       |  |  |  |  |  |  |  |  |  |  |  |  |  |  |  |
|  |                                                                       |  |  |  |  |  |  |  |  |  |  |  |  |  |  |  |
|  |                                                                       |  |  |  |  |  |  |  |  |  |  |  |  |  |  |  |
|  | 18. Joseph de Saxe-Altenbourg                                         |  |  |  |  |  |  |  |  |  |  |  |  |  |  |  |
|  |                                                                       |  |  |  |  |  |  |  |  |  |  |  |  |  |  |  |
|  |                                                                       |  |  |  |  |  |  |  |  |  |  |  |  |  |  |  |
|  | 9. Marie de Saxe-Altenbourg                                           |  |  |  |  |  |  |  |  |  |  |  |  |  |  |  |
|  |                                                                       |  |  |  |  |  |  |  |  |  |  |  |  |  |  |  |
|  |                                                                       |  |  |  |  |  |  |  |  |  |  |  |  |  |  |  |
|  | 19. Amélie de Wurtemberg                                              |  |  |  |  |  |  |  |  |  |  |  |  |  |  |  |
|  |                                                                       |  |  |  |  |  |  |  |  |  |  |  |  |  |  |  |
|  |                                                                       |  |  |  |  |  |  |  |  |  |  |  |  |  |  |  |
|  | 2. Ernest-Auguste de Brunswick                                        |  |  |  |  |  |  |  |  |  |  |  |  |  |  |  |
|  |                                                                       |  |  |  |  |  |  |  |  |  |  |  |  |  |  |  |
|  |                                                                       |  |  |  |  |  |  |  |  |  |  |  |  |  |  |  |
|  | 20. Frédéric-Guillaume de Schleswig-Holstein-Sonderbourg-Glücksbourg  |  |  |  |  |  |  |  |  |  |  |  |  |  |  |  |
|  |                                                                       |  |  |  |  |  |  |  |  |  |  |  |  |  |  |  |
|  |                                                                       |  |  |  |  |  |  |  |  |  |  |  |  |  |  |  |
|  | 10. Christian IX de Danemark                                          |  |  |  |  |  |  |  |  |  |  |  |  |  |  |  |
|  |                                                                       |  |  |  |  |  |  |  |  |  |  |  |  |  |  |  |
|  |                                                                       |  |  |  |  |  |  |  |  |  |  |  |  |  |  |  |
|  | 21. Louise-Caroline de Hesse-Cassel                                   |  |  |  |  |  |  |  |  |  |  |  |  |  |  |  |
|  |                                                                       |  |  |  |  |  |  |  |  |  |  |  |  |  |  |  |
|  |                                                                       |  |  |  |  |  |  |  |  |  |  |  |  |  |  |  |
|  | 5. Thyra de Danemark                                                  |  |  |  |  |  |  |  |  |  |  |  |  |  |  |  |
|  |                                                                       |  |  |  |  |  |  |  |  |  |  |  |  |  |  |  |
|  |                                                                       |  |  |  |  |  |  |  |  |  |  |  |  |  |  |  |
|  | 22. Guillaume de Hesse-Cassel                                         |  |  |  |  |  |  |  |  |  |  |  |  |  |  |  |
|  |                                                                       |  |  |  |  |  |  |  |  |  |  |  |  |  |  |  |
|  |                                                                       |  |  |  |  |  |  |  |  |  |  |  |  |  |  |  |
|  | 11. Louise de Hesse-Cassel                                            |  |  |  |  |  |  |  |  |  |  |  |  |  |  |  |
|  |                                                                       |  |  |  |  |  |  |  |  |  |  |  |  |  |  |  |
|  |                                                                       |  |  |  |  |  |  |  |  |  |  |  |  |  |  |  |
|  | 23. Louise-Charlotte de Danemark                                      |  |  |  |  |  |  |  |  |  |  |  |  |  |  |  |
|  |                                                                       |  |  |  |  |  |  |  |  |  |  |  |  |  |  |  |
|  |                                                                       |  |  |  |  |  |  |  |  |  |  |  |  |  |  |  |
|  | 1. Ernest-Auguste de Hanovre                                          |  |  |  |  |  |  |  |  |  |  |  |  |  |  |  |
|  |                                                                       |  |  |  |  |  |  |  |  |  |  |  |  |  |  |  |
|  |                                                                       |  |  |  |  |  |  |  |  |  |  |  |  |  |  |  |
|  | 24. Guillaume Ier d'Allemagne                                         |  |  |  |  |  |  |  |  |  |  |  |  |  |  |  |
|  |                                                                       |  |  |  |  |  |  |  |  |  |  |  |  |  |  |  |
|  |                                                                       |  |  |  |  |  |  |  |  |  |  |  |  |  |  |  |
|  | 12. Frédéric III d'Allemagne                                          |  |  |  |  |  |  |  |  |  |  |  |  |  |  |  |
|  |                                                                       |  |  |  |  |  |  |  |  |  |  |  |  |  |  |  |
|  |                                                                       |  |  |  |  |  |  |  |  |  |  |  |  |  |  |  |
|  | 25. Augusta de Saxe-Weimar-Eisenach                                   |  |  |  |  |  |  |  |  |  |  |  |  |  |  |  |
|  |                                                                       |  |  |  |  |  |  |  |  |  |  |  |  |  |  |  |
|  |                                                                       |  |  |  |  |  |  |  |  |  |  |  |  |  |  |  |
|  | 6. Guillaume II d'Allemagne                                           |  |  |  |  |  |  |  |  |  |  |  |  |  |  |  |
|  |                                                                       |  |  |  |  |  |  |  |  |  |  |  |  |  |  |  |
|  |                                                                       |  |  |  |  |  |  |  |  |  |  |  |  |  |  |  |
|  | 26. Albert de Saxe-Cobourg-Gotha                                      |  |  |  |  |  |  |  |  |  |  |  |  |  |  |  |
|  |                                                                       |  |  |  |  |  |  |  |  |  |  |  |  |  |  |  |
|  |                                                                       |  |  |  |  |  |  |  |  |  |  |  |  |  |  |  |
|  | 13. Victoria du Royaume-Uni                                           |  |  |  |  |  |  |  |  |  |  |  |  |  |  |  |
|  |                                                                       |  |  |  |  |  |  |  |  |  |  |  |  |  |  |  |
|  |                                                                       |  |  |  |  |  |  |  |  |  |  |  |  |  |  |  |
|  | 27. Victoria du Royaume-Uni                                           |  |  |  |  |  |  |  |  |  |  |  |  |  |  |  |
|  |                                                                       |  |  |  |  |  |  |  |  |  |  |  |  |  |  |  |
|  |                                                                       |  |  |  |  |  |  |  |  |  |  |  |  |  |  |  |
|  | 3. Victoria-Louise de Prusse                                          |  |  |  |  |  |  |  |  |  |  |  |  |  |  |  |
|  |                                                                       |  |  |  |  |  |  |  |  |  |  |  |  |  |  |  |
|  |                                                                       |  |  |  |  |  |  |  |  |  |  |  |  |  |  |  |
|  | 28. Christian-Auguste de Schleswig-Holstein-Sonderbourg-Augustenbourg |  |  |  |  |  |  |  |  |  |  |  |  |  |  |  |
|  |                                                                       |  |  |  |  |  |  |  |  |  |  |  |  |  |  |  |
|  |                                                                       |  |  |  |  |  |  |  |  |  |  |  |  |  |  |  |
|  | 14. Frédéric-Auguste de Schleswig-Holstein-Sonderbourg-Augustenbourg  |  |  |  |  |  |  |  |  |  |  |  |  |  |  |  |
|  |                                                                       |  |  |  |  |  |  |  |  |  |  |  |  |  |  |  |
|  |                                                                       |  |  |  |  |  |  |  |  |  |  |  |  |  |  |  |
|  | 29. Louise-Sophie de Danneskiold-Samsøe                               |  |  |  |  |  |  |  |  |  |  |  |  |  |  |  |
|  |                                                                       |  |  |  |  |  |  |  |  |  |  |  |  |  |  |  |
|  |                                                                       |  |  |  |  |  |  |  |  |  |  |  |  |  |  |  |
|  | 7. Augusta-Victoria de Schleswig-Holstein-Sonderbourg-Augustenbourg   |  |  |  |  |  |  |  |  |  |  |  |  |  |  |  |
|  |                                                                       |  |  |  |  |  |  |  |  |  |  |  |  |  |  |  |
|  |                                                                       |  |  |  |  |  |  |  |  |  |  |  |  |  |  |  |
|  | 30. Ernest Ier de Hohenlohe-Langenburg                                |  |  |  |  |  |  |  |  |  |  |  |  |  |  |  |
|  |                                                                       |  |  |  |  |  |  |  |  |  |  |  |  |  |  |  |
|  |                                                                       |  |  |  |  |  |  |  |  |  |  |  |  |  |  |  |
|  | 15. Adélaïde de Hohenlohe-Langenbourg                                 |  |  |  |  |  |  |  |  |  |  |  |  |  |  |  |
|  |                                                                       |  |  |  |  |  |  |  |  |  |  |  |  |  |  |  |
|  |                                                                       |  |  |  |  |  |  |  |  |  |  |  |  |  |  |  |
|  | 31. Théodora de Leiningen                                             |  |  |  |  |  |  |  |  |  |  |  |  |  |  |  |
|  |                                                                       |  |  |  |  |  |  |  |  |  |  |  |  |  |  |  |
|  |                                                                       |  |  |  |  |  |  |  |  |  |  |  |  |  |  |  |